# NGC 5608
NGC 5608 (другие обозначения — UGC 9219, MCG 7-30-9, ZWG 220.12, KARA 627, PGC 51396) — галактика в созвездии Волопас.
Этот объект входит в число перечисленных в оригинальной редакции «Нового общего каталога».